# Øydesteinen
Der Øydesteinen (norwegisch für Öder Stein) ist ein 1870 m hoher Nunatak im ostantarktischen Königin-Maud-Land. Er ragt inmitten des Borchgrevinkisen in der Sør Rondane auf.
Wissenschaftler des Norwegischen Polarinstituts benannten ihn 1973. 